# Gimnasio Nacional José Adolfo Pineda
El gimnasio José Adolfo Pineda es un recinto multiusos situado en la ciudad de San Salvador, El Salvador. Sus instalaciones son utilizadas principalmente para la práctica del baloncesto y voleibol, aunque también tienen lugar diversos eventos multitudinarios como: Juegos Centroamericanos y del Caribe, conciertos, concentraciones políticas, la Teletón El Salvador y otros deportes bajo techo. En dicho gimnasio se llevó a cabo Miss Universo 2023, resultando ganadora Sheynnis Palacios. El edificio está ubicado al costado poniente del Parque Cuscatlán.

## Historia
El proyecto del gimnasio nació por pedido del Ministerio de Cultura de la época, la obra fue construida entre los años 1950 y 1956, durante la presidencia del Coronel Oscar Osorio. La obra estuvo a cargo del Ministerio de Obras Pública, y desarrollado por la Dirección de Urbanismo y Arquitectura. El diseño estuvo a cargo por el arquitecto sueco Rolf Gullmar Ströller, el diseño de las boleterías estuvieron a cargo de la arquitecta austriaca Ehrentraut Schott y el cálculo estructural fue hecho por el ingeniero Martin Schultz. 
En 1982, el gimnasio fue nombrado en honor al baloncestista José Adolfo "Chorro de Humo" Pineda, destacado integrante de la selección salvadoreña que logró la medalla de oro en los VIII Juegos Centroamericanos y del Caribe de 1959. El acto de la develación de la placa con el nuevo nombre se realizó el 23 de abril de 1982. En el evento participó el propio Adolfo Pineda. 
El Salvador fue elegido sede para el certamen de Miss Universo 1975, y Miss Universo 2023 los eventos se desarrollaron en el gimnasio.
El Salvador ha sido elegido sede para los XIX Juegos Centroamericanos y del Caribe 2002 y para los XXIV Juegos Centroamericanos y del Caribe 2023. En ambos eventos deportivos el gimnasio fue la sede de baloncesto.  